# Borsy család
A galántai Borsy család Pozsony vármegyei adományos nemesi család. Feltételezhetően a család Nagyborsáról ered.
A 15. században a Bessenyei család mellett már jelentős birtokkal rendelkeztek Gányon, illetve Hódin is gyarapították birtokaikat. 1482-ben a Borsy család Galántán szerzett birtokot. 1515-ben többek között galántai Borsy Kelemen is tiltotta Hódi prédium elidegenítését. 1517-ben Hegyi Ferenc Nemeskosúton bocsátotta zálogba egy jobbágytelkét galántai Borsy Györgynek.
A Borsyak Galántán, Gányban és Kajalon is birtokosok voltak. Beházasodás révén kerülhetett a nebojszai, gányi és návolyi Csuty család a Mátyusföldre.
1549-ben Beregszeg a család birtoka volt. 1550-ben Borsy Kelemen gyermekei kaptak új adományt a Galántán, Gányon és a Nyitra vármegyei Bodon. 1553-ban Galántán a legjelentősebb, 22 portát kitevő birtokkal rendelkeztek, Gányon Flórián és Tamás további 3-3 portát bírtak. Borsi Gergely Várpalotán szolgált, de felvette az iszlám vallást és átállt a törökök oldalára, majd Mehemeth néven váci várkapitány lett. 1576-ban Borsi Gergely beregszegi birtokait – több más településen lévővel együtt – a király hűtlenség címén elkobozta és azt erdődi Pálffy Tamás várpalotai várkapitánynak adományozta.
1650-ben a Galántáról származó, korábban Nagyszombatban tanuló és Kajalon élő Farkast és a Galántán élő István özvegyét írták össze. Borsy Györgynek fia István 1655. május 15-én Hetményben zálogban bírt Balogh Miklóstól két darab földet, és egy rétet kibocsátott Lipthay Györgynek. István testvére Barnabás, 1664-ben gányi három elhagyott nemesi curiáját elcserélte apósa Tarródy Mátyás beckói házával, és fizetett rá 32 forintot.
A család címere: pajzs kék udvarában álló arany oroszlán, első jobb lábában kardot tartva, sisakdíszben növekvőn. Takarók kék-arany és vörös-ezüst. Nagy Iván leírása és Csergheő közlését követően címerüket Pozsony vármegye nemessége című kiadvány is tárgyalja. Címerpecsétjük 1550-ből (Flórián), 1614-ből (István) és 1628-ból (János), illetve 1647-ből (István) ismert, utóbbi azonban eltérő katonacímer: pajzsban koronából kinövő kard, két oldalán török kindzsal (tőr).